# Saint-Martin-du-Tertre (Val-d'Oise)
Saint-Martin-du-Tertre é uma comuna francesa na região administrativa da Ilha de França, no departamento do Vale do Oise. Estende-se por uma área de 13.23 km². Em 2010 a comuna tinha 2 761 habitantes (densidade: 208,7 hab./km²).